# 늑대의 호기심이 비둘기를 훔쳤다
늑대의 호기심이 비둘기를 훔쳤다는 1989년 공개된 대한민국의 영화이다.

## 배역
- 이영하 : 강유진 역
- 금보라 : 숙희 역
- 이대근 : 박근식 역
- 이진선
- 최민경

## 수상
- 1989년 제13회 황금촬영상
  - 촬영상(은상) - 팽정문
- 1989년 제27회 대종상
  - 신인상(기술부문) - 박현원